# Hazenmore
Hazenmore es un pueblo canadiense situado en la provincia de Saskatchewan.

## Superficie
Hazenmore tiene una superficie de 0,68 km².

## Demografía
En 2021, tenía 75 habitantes, una densidad poblacional de 109,6 hab./km², y 34 viviendas.